# 友田真隆
友田 真隆（ともだ まさたか、2003年1月10日 - ）は、日本の陸上競技選手。
東京理科大学史上初のインカレ優勝者。

## 略歴
埼玉県出身。川越東高等学校～東京理科大学薬学部。

## 主な成績
- 高校
  - 2020年インターハイ400m優勝[3]

- 大学
  - 2021年第90回日本学生陸上競技対校選手権大会（日本インカレ）400m優勝[4]
  - 2022年第91回日本学生陸上競技対校選手権大会（日本インカレ）400m2位[5]
  - 2023年第92回日本学生陸上競技対校選手権大会（日本インカレ）400m4位
  - 2024年第93回日本学生陸上競技対校選手権大会（日本インカレ）400m6位

- 世界大会
  - 2022年第19回U20世界陸上競技選手権大会400m準決勝進出、４×400ｍリレー6位入賞[6]